# Appalachian Trail

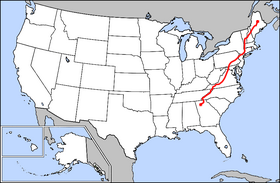
Appalachian Trail

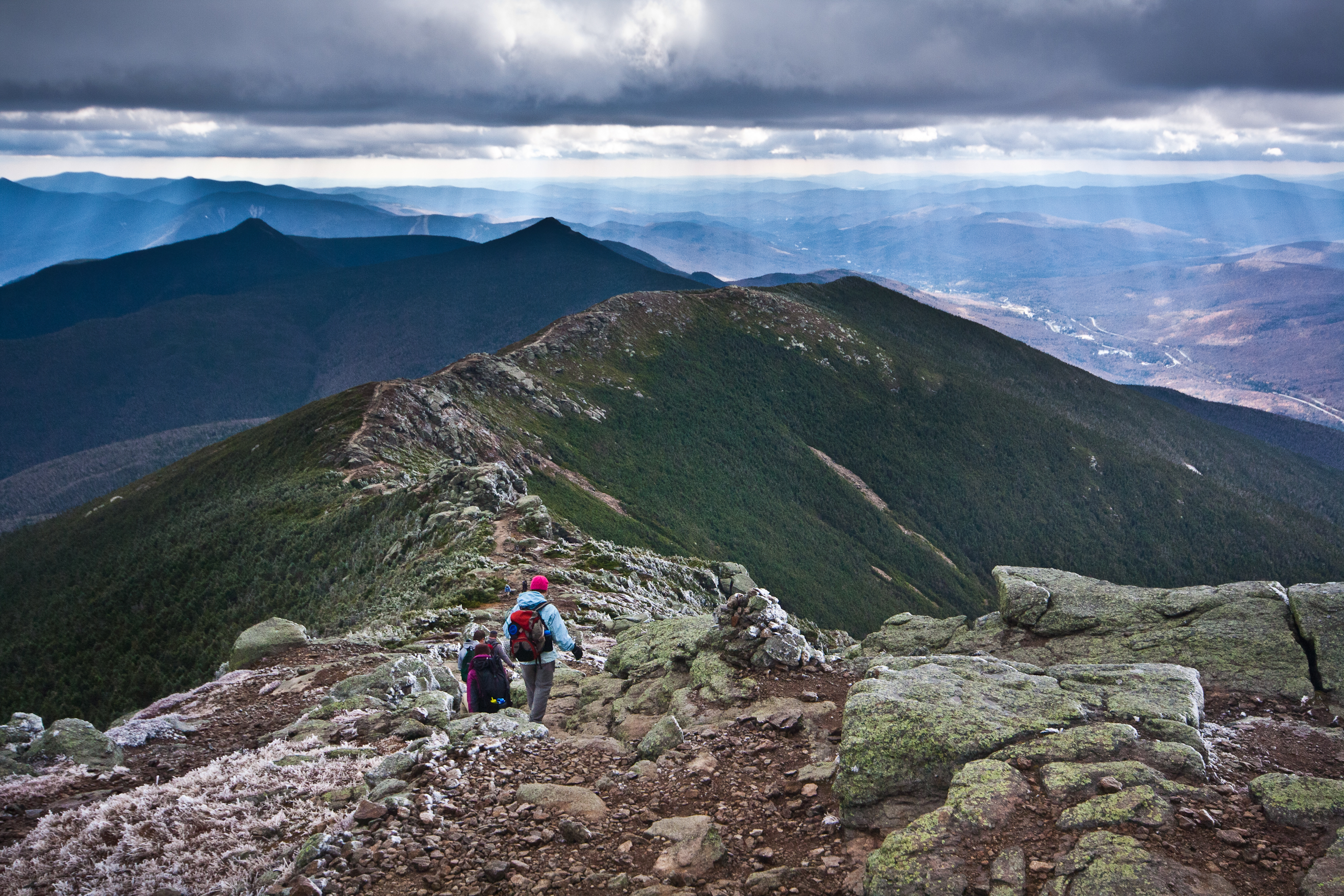

Appalachian National Scenic Trail, allmänt känd som Appalachian Trail eller bara AT, är en vandringsled i östra USA. Den går mellan Springer Mountain i Georgia och Mount Katahdin i Maine.

### Fotnoter
1. ↑  Gailey, Chris (2006). "Appalachian Trail FAQs" Arkiverad 5 maj 2008 hämtat från the Wayback Machine. Outdoors.org (läst 14 september 2006)